# Harriet Ware (Komponistin)

Harriet Ware Krumbhaar 1917

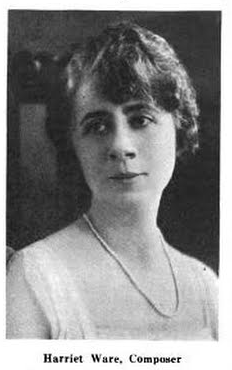
Harriet Ware Krumbhaar 1921

Harriet Ware Krumbhaar (* 26. August 1877 in Waupun; † 9. Februar 1962 in New York City) war eine US-amerikanische Komponistin und Pianistin.

## Leben
Ware schloss 1895 ein Studium am Pillsbury Conservatory of Music in Owatonna ab. Sie hatte dann Klavierunterricht bei William Mason und Gesangsunterricht bei Anna de La Grange und studierte Komposition bei Sigismond Stojowski in Paris und Hugo Kaun in Berlin. Sie debütierte fünfzehnjährig als Pianistin und tourte als Konzertpianistin durch die USA. In der Carnegie Hall gab sie 1913 ein Konzert mit eigenen Kompositionen.
Ihre erste publizierte Komposition war eine Folge von vier Liedern nach Texten von Sidney Lanier. Dem folgten 1900 drei Lieder nach Texten von Edwin Markham. Neben mehreren Opern und Operetten und zahlreichen Liedern komponierte Ware u. a. Kantaten, Chorwerke und Klavierstücke. Den Woman's Triumphal March schrieb sie für die General Confederation of Woman's Clubs. Ihr letztes veröffentlichtes Werk war The Greatest of these (nach 1. Korinther 13). Ware war die erste Direktorin und Vizepräsidentin der Musical Art Society of Long Island. Seit 1913 war sie mit dem Ingenieur Hugh Montgomery Krumbhaar verheiratet. Nach dessen Tod 1950 lebte sie in New York.

## Kompositionen
- Undine, Oper
- Priscilla, Oper
- Sinner's Secret, Oper
- The Love Wagon, Operette
- Waltz for Three, Operette
- Alone I wander
- Boat song
- By the fountain
- The call of Râdha
- Christmas angels
- Consolation
- Dance the romaika
- A day in Arcady, Liedzyklus für zwei Stimmen
- Fairy bark: a song of youth
- French lilacs
- Hindu slumber song
- Iris
- Joy of the morning
- Love's vigil
- Mammy's song
- Marguerite
- Music is love
- The nightingale and the ant
- O realm of love, Arie für Bariton und Klavier
- The oblation
- Persian serenade
- A prayer
- Rose moral no. 1
- Rose moral no. 2
- Sir Oluf, Kantate für vierstimmigen Frauenchor, Bariton, Sopran und Orchester
- Song of the future
- Song of the sea: tone poem
- Stars
- Sunlight
- Tis spring
- To Lucasta
- Weep not for me
- Your hand in mine: a heart song